# Sillaginopsis panijus
El silago chato (Sillaginopsis panijus) es una especie de peces, la única del género Sillaginopsis, de la familia Sillaginidae en el orden de los Perciformes.

## Morfología
Los machos pueden llegar alcanzar los 44 cm de longitud total. Tiene once espinas en la aleta dorsal y dos espinas en la anal, siendo la segunda espina dorsal muy larga. Poseen una característica cabeza muy deprimida, con unos ojos muy pequeños.

## Distribución geográfica
Se encuentra en el oeste del Océano Índico: el  delta del Ganges, Birmania, Malasia y más raramente también en Indonesia. Vive tanto en el mar como en estuarios y aguas de río, con comportamiento demersal y anfídromo, con dieta omnívora de peces, crustáceos y algas.